# Daniel Henry Holmes Ingalls, Jr.
Daniel Henry Holmes Ingalls, Jr. (né en 1944) est une personnalité américaine en informatique.

## Biographie
Il invente en 1974 un système logiciel de fenêtres superposées et menus déroulants. Il est l'auteur des premières implémentations du langage de programmation Smalltalk.
Il a travaillé pour les sociétés Xerox PARC, Apple, Hewlett-Packard et Sun Microsystems.
Il a reçu le prix Grace Murray Hopper en 1984.